# Polissamarbete och straffrättsligt samarbete
Denna artikel behandlar den historiska tredje pelaren inom Europeiska unionen. För de nuvarande samarbetsformerna, se polissamarbete inom Europeiska unionen och straffrättsligt samarbete inom Europeiska unionen

Europeiska unionens tre pelare

Polissamarbete och straffrättsligt samarbete (PSS), ursprungligen rättsliga och inrikes frågor (RIF), var en samarbetsform inom Europeiska unionen mellan den 1 november 1993 och den 30 november 2009. Den utgjorde den tredje pelaren inom unionens pelarstruktur. I likhet med den andra pelaren, den gemensamma utrikes- och säkerhetspolitiken, var samarbetet mellanstatligt.
Den tredje pelaren bestod ursprungligen av rättsliga och inrikes frågor, vilket innefattade gränskontroll-, asyl- och invandringspolitik, civilrättsligt samarbete, straffrättsligt samarbete och polissamarbete. Genom Amsterdamfördraget, som trädde i kraft den 1 maj 1999, överfördes gränskontroll-, asyl- och invandringspolitik samt det civilrättsliga samarbetet till den överstatliga första pelaren, Europeiska gemenskaperna. I den tredje pelaren kvarstod därmed endast polissamarbete och straffrättsligt samarbete och pelaren bytte följaktligen namn.
Som en mellanstatlig samarbetsform styrdes den tredje pelaren i hög grad genom beslut av Europeiska unionens råd i konstellationen rådet för rättsliga och inrikes frågor. Utöver Europeiska kommissionen kunde lagförslag även läggas fram av medlemsstaterna själva. Europaparlamentet och EU-domstolen hade begränsade befogenheter jämfört med den första pelaren.
Genom Lissabonfördraget, som trädde i kraft den 1 december 2009, avskaffades pelarstrukturen, samtidigt som polissamarbete och straffrättsligt samarbete överfördes till det överstatliga samarbetet inom ramen för området med frihet, säkerhet och rättvisa. Medlemsstaternas möjlighet att lägga fram lagförslag inom polissamarbete och straffrättsligt samarbete vid sidan av kommissionens initiativrätt kvarstår dock.